# Youyilu, Tianjin
Youyilu (kinesiska: 友谊路, 友谊路街道) är ett stadsdelsdistrikt i Kina. Det ligger i storstadsområdet Tianjin, i den norra delen av landet, nära eller i stadens centrum. Antalet invånare är 77 883. Befolkningen består av 40 002 kvinnor och 37 881 män. Barn under 15 år utgör 6,0 %, vuxna 15-64 år 78 %, och äldre över 65 år 14,0 %.